# Нана Сагиб
Нана Сагиб, имя, данное при рождении — Дхонду Пант (19 мая 1824 — после 1857) — один из лидеров индийских повстанцев в ходе восстания сипаев 1857 года. По различным данным, сыграл роль, как минимум, в двух случаях истребления британских войск и гражданских лиц. Будучи приёмным сыном сосланного пешвы Маратхской конфедерации Баджи-рао II, пытался восстановить конфедерацию и власть пешв.

## Ранние годы
Нана Сагиб родился 19 мая 1824 года под именем Дхонду Пант в семье Нарайя Бхатт и Ганга Баи.
В 1827 году был усыновлён пешвой Маратхской конфедерации. Правление Британской Ост-индской компании сослало пешву Бал Рао II в городок Битур недалеко от Канпура, где и вырос Нана Сагиб.
Тантия Топи и Азимулла-хан были близкими друзьями Нана Сагиба. Тантия Топи был сыном Пандуранга Рао Топи, видного дворянина при дворе пешвы Бал Рао II. После изгнания Бал Рао II в Битур туда переехал Пандуранг Рао вместе со своей семьёй. После смерти Бал Рао II в 1851 году Азимулла-хан стал секретарём при дворе Нана Сагиба, а после стал деваном.

## Отказ в наследовании
Британский генерал-губернатор Индии лорд Дальхузи (занимал этот пост с 1847 по 1856) разработал и применял на практике доктрину об истечении срока полномочий, согласно которой любое княжество или территория, находящаяся под прямым влиянием (приматом) Британской Ост-Индской компании (владевшей доминирующей имперской властью на субконтиненте) в качестве вассального государства под управлением британской вспомогательной системы автоматически аннексировалось, если правитель проявлял «явную некомпетентность или умирал, не оставив прямого наследника». Последний пункт перечёркивал давнее право индийских государей, не имевших наследника, самим выбирать себе преемника. Вдобавок сами британцы определяли, является ли достаточно компетентным будущий правитель. Индийцы в своей массе рассматривали доктрину и её приложения как незаконные.
В то время компании принадлежала абсолютная, имперская административная власть над многими регионами субконтинента. Применяя эту доктрину, Компания подчинила себе княжества Сатара (в 1848 году), Джапур и Самбалпур (в 1849 году), Наджпур и Джанси (в 1854 году). В 1856 году британцы захватили власть над княжеством Ауд, заявив, что местный правитель не правит должным образом. Кроме этого, применяя доктрину, Компания выручила дополнительно четыре миллиона фунтов стерлингов за год. С ростом власти Британской Ост-Индской компании слои индийского общества, как и вооружённые силы (состоящие большей частью из туземцев) испытывали всё большее недовольство. В ходе восстания 1857 года они примкнули к представителям смещённых династий.
После усыновления Нана Сагиб стал наследником трона и должен был получать ежегодное содержание в 80 тыс. фунтов от Британской Ост-индской компании. Однако после кончины Бал Рао II Компания перестала выплачивать содержание, мотивируя это тем, что Нана Сагиб не являлся кровным наследником. Нана Сагиб отправил в Англию своего посланника Азимуллу-хана в 1853 году, чтобы тот сделал заявление перед британским правительством. Однако Азимулле-хану не удалось добиться выплаты содержания, и в 1855 году он вернулся в Индию.

## Роль в восстании сипаев

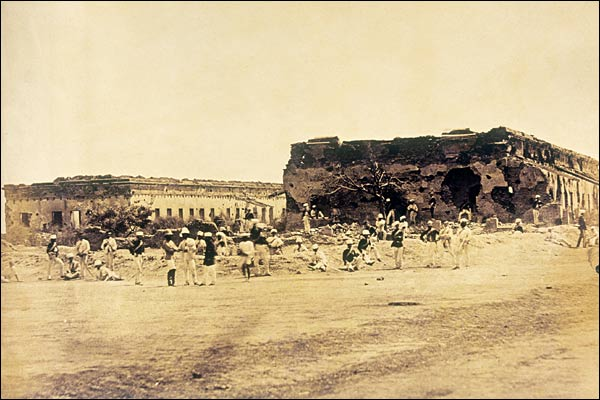
Укрепление генерала Уиллера в Канпуре

Сахибу удалось завоевать доверие Чарльза Хиллерсдона, казначея Канпура. Согласно плану, если восстание распространилось бы до Канпура, то Нана Сагиб должен был собрать отряд в 1 500 солдат. Однако с началом восстания в Канпуре Нана Сагиб вошёл на территорию британского склада и объявил о своём участии в восстании, намерении быть вассалом императора Бахадур Шаха II и о желании возродить власть пешв над Маратхской конфедерацией. Он собрал значительное войско и атаковал британцев, удерживающих импровизированное укрепление в южной части Канпура. Однако повстанцам не удалось захватить укрепление прямым штурмом. Нана Сагиб направил генералу Уиллеру два предложения о сдаче укрепления, гарантируя безопасный проход в Аллахабад. Британцы, страдающие от жары, жажды, голода, болезней и потерь, согласились. 27 июня британцы вышли из укрепления, но при посадке в лодки на пристани Сатичаура-гат мужчины были истреблены почти поголовно, спастись удалось только четверым военным. 120 детей и женщин были взяты в плен и отведены в Савада-хауз, где находился штаб Нана Сагиба, а оттуда на виллу в Бибигар. 15 июля 200 женщин и детей, пребывающих в Бибигаре, были вырезаны. Детали инцидента (кто отдал приказ) остаются неясными. Ряд авторов (В. Ф. Митчелл, Р. Мухерджи и др.) настаивает на том, что Нана Сагиб согласился на эту резню лишь под общим давлением своих приближённых. По утверждению некоторых источников, непосредственный приказ об убийстве женщин и детей был отдан Азимуллой-ханом.

## Исчезновение

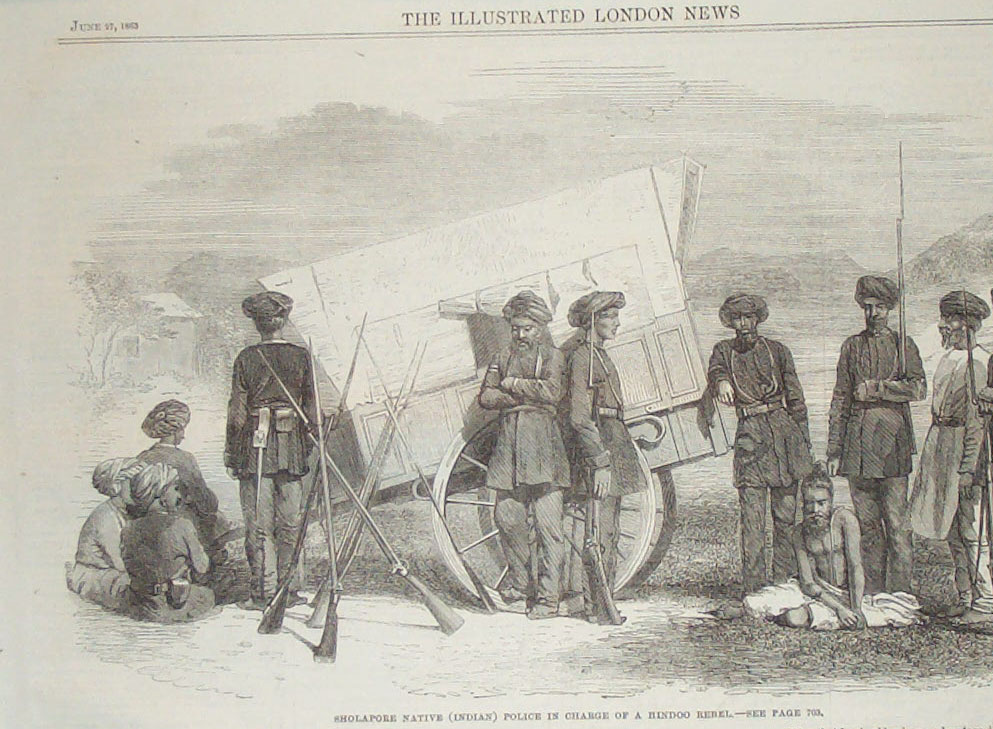
Шулапурская полиция в поисках индийских мятежников

16 июля 1857 года силы Компании достигли Канпура. Генерал Хэвелок был проинформирован о том, что Сагиб находится в деревне Ахирва. Силы Хэвелока атаковали и разбили войско Сагиба. Сагиб взорвал склад в Канпуре и отступил к Битуру. Когда британские солдаты узнали о резне в Бибигаре, они ответили насилием — грабили и сжигали дома. 19 июля генерал Хэвелок захватил Битур, но Нана Сагиб уже бежал оттуда. Британцы без боя взяли дворец Нана Сагиба в Битуре, захватили орудия, слонов и верблюдов, после чего подожгли дворец.
Сагиб исчез после захвата Канпура силами Компании. Его генерал Тантия Топи собрал большую армию, в основном состоящую из повстанцев Гвалурского контингента, и попытался в ноябре 1857 года захватить Канпур. Ему удалось установить контроль над всеми дорогами к западу и северо-западу от Канпура, но, позднее он был разбит в ходе второй битвы за Канпур.
В сентябре 1857 года, по сообщениям, Нана Сагиб умер от малярии, однако это сомнительно. В июне 1858 года в Гвалуре Ран Лакшми Баи, Тантия Топи и Рао Сахеб (близкий родственник Нана Сагиба) провозгласили Сагиба своим пешвой. В 1859 году, по сообщениям, Сагиб бежал в Непал. В феврале 1860 года британцы получили сведения, что жёны Сагиба нашли убежище в Непале, поселившись в доме недалеко от Тапатали, сам Сагиб, судя по сообщениям, жил в непальской глубинке.
Судьба Сагиба продолжает оставаться неясной. До 1888 года появлялись слухи, что он попал в плен, британцы получали доносы на различных личностей, которые, якобы, являлись Нана Сагибами. Все эти доносы оказывались ложными, и дальнейшие попытки арестовать Нана Сагиба были оставлены. Ходили слухи, что его видели в Константинополе.

## В культуре
Сюжет романа Жюля Верна «Конец Нана Сагиба» (также опубликован под названием «Паровой дом. Путешествие по Северной Индии») посвящён событиям в Индии спустя десять лет после восстания сипаев и основан на этих сообщениях.
Иногда (ошибочно), образ капитана Немо ассоциируется с Нана Саибом (Данду-Пан) — но сам автор их никак не связывает, разве что принц Даккар, как и Нана Саиб — родственник Типпо Саиба (племянник). В описании автора Нана Саиб совершенно непривлекателен: это кровожадный бандит, не жалеющий ни женщин, ни детей. К тому же у Нана Саиба на левой руке не хватало пальца, пожертвованного им для организации своих собственных ритуальных похорон во избежание дальнейших преследований (рассказывая об игре капитана Немо (принца Даккара) на органе, Жюль Верн никогда не упоминает о каких-либо дефектах его пальцев). Главная ошибка этих многолетних размышлений — представить похороны Данду-Пана (Нана Саиба), как похороны капитана Немо.
Эта версия его происхождения отражена в части экранизаций романа 1870 года «Двадцать тысяч лье под водой», в частности, в трёхсерийном советском фильме «Капитан Немо», где его роль сыграл Владислав Дворжецкий.
В романе The Devil’s Wind индийского писателя Манохара Малгонкара даётся положительная оценка жизни Нана Сагиба до, в ходе и после мятежа.
В книгах «Сердар. Покоритель джунглей» («В трущобах Индии») Луи Жаколио, главный герой помогает Нана Сагибу скрываться от англичан и сотрудничающих с ними тугов.
Также на биографии Нана Сагиба и истории Восстания базируется третья кампания дополнения к игре «Age of Empires 3» — Asian Dynasties. Там Нана Сагиб присутствует под именем Наниб Сахир.

## Память
После провозглашения независимости Индией Сагиб был провозглашён борцом за свободу. В честь Нана Сагиба и его брата Бала Рао был построен парк Нана Рао в Канпуре.